# Lențea, Argeș
Lențea este un sat în comuna Beleți-Negrești din județul Argeș, Muntenia, România.